# 153P/Ikeya-Zhang
Cometa Ikeya–Zhang (Japonês, Chinês: 池谷 - 張彗星, oficialmente designado 153P/Ikeya–Zhang) é um cometa descoberto independentemente por dois astrônomos do Japão e da China em 2002. Ele tem de longe o período orbital mais longo dos cometas periódicos numerados. Foi observado pela última vez em outubro de 2002, quando estava a cerca de 3,3 UA (490 milhões de km) do Sol.
Em 1 de fevereiro de 2002, o astrônomo chinês Zhang Daqing de Kaifeng descobriu um novo cometa na constelação Cetus, e relatou à IAU. Ele soube que o astrônomo japonês Kaoru Ikeya o havia descoberto antes, pois o pôr do sol no Japão ocorre mais cedo do que na China. De acordo com a tradição, como eles descobriram o novo cometa independentemente, o objeto foi nomeado em homenagem a ambos. O cometa foi inicialmente designado como C/2002 C1 (Ikeya-Zhang).
O cometa foi observado em 1661, 341 anos antes, pelo astrônomo polonês Johannes Hevelius. Um cometa brilhante também foi registrado por astrônomos chineses em 1661.
A designação permanente "153P" foi dada ao astro. Ele tem o período orbital mais longo conhecido de qualquer cometa periódico (366,51 anos). Sua velocidade orbital ao redor do Sol varia de 59 km/s no periélio a 0,29 km/s no afélio.
O cometa passou pelo periélio em 18 de março de 2002, com uma magnitude aparente de 2,9. Com uma órbita de vários séculos envolvendo desgaseificação assimétrica, a próxima passagem pelo periélio é esperada entre 2362-2363. Durante março-abril de 2002, prótons da cauda do cometa podem ter sido detectados pela sonda Cassini. Esses dados sugeriram que a cauda do cometa tinha um comprimento superior a 75 UA, tornando-a a mais longa já detectada.

As órbitas de três cometas periódicos, Halley, Borrelly e Ikeya-Zhang, em comparação com as órbitas dos planetas exteriores. Ikeya-Zhang está à direita.